# مورچه‌مرغ پشت‌راه‌راه
مورچه‌مرغ پشت‌راه‌راه (نام علمی: Myrmorchilus strigilatus) نام یک گونه از تیره مورچه‌مرغ است.